# You Nouss Guennounna
You Nouss Guennounna (Reggio Emilia, 6 marzo 1991) è un giocatore di calcio a 5 marocchino con cittadinanza italiana.

## Carriera

### Club
Cresce nelle giovanili dello Sporting, prima di passare nel 2008 alla Reggiana. Due anni più tardi entra nel giro della prima squadra granata in Serie B. Nel mercato invernale del 2013 passa al Kaos, esordendo subito con la prima squadra in Winter Cup. Con la squadra under 21 conquista invece la Coppa Italia.
Tesserato dal Real Rieti, passa presto in Serie A2 all'Orte dove a fine annata conquista la promozione in massima serie. Tornato a Rieti, gioca per le due successive stagioni da secondo di Giuseppe Micoli, vincendo nel dicembre del 2015 la Winter Cup tra le mura amiche.
Nell'estate del 2017 avviene il passaggio all'Italservice, dove ritrova Ramiro López, già suo allenatore a Orte.

### Nazionale
In virtù della doppia cittadinanza, nel 2016 viene convocato per la prima volta nella Nazionale marocchina.

## Palmarès

### Competizioni nazionali
- Campionato italiano: 2
Italservice: 2018-19, 2020-21
- Coppa Italia: 1
Italservice: 2020-21
- Winter Cup: 1
Real Rieti: 2015-2016
- Supercoppa italiana: 1
Italservice: 2019
- Campionato di Serie A2: 1
Orte: 2014-2015
- Campionato di Serie B: 1
Reggiana: 2011-2012
- Coppa Italia di Serie B: 1
OR Reggio Emilia: 2022-23

### Competizioni giovanili
- Coppa Italia Under-21: 1

Kaos: 2013-2014